# Saint-Caprais, Cher

Saint-Caprais este o comună în departamentul Cher, Franța. În 1 ianuarie 2022 avea o populație de 757 de locuitori.